# Gastón Gaudio
Gastón Norberto Gaudio, argentinski tenisač, * 9. december 1978, Temperley, Buenos Aires, Argentina.
Gaudio je svoj največji uspeh v karieri dosegel z zmago na Grand Slam turnirju za Odprto prvenstvo Francije leta 2004, ko je v finalu v petih nizih premagal Guillerma Corio, po tem ko je že zaostajal 0:2 v nizih in z 8:6 v odločilnem petem nizu. Na turnirjih za Odprto prvenstvo ZDA in Odprto prvenstvo Avstralije se je najdlje uvrstil v tretji krog, na turnirjih za Odprto prvenstvo Anglije pa v drugi krog. Najvišjo uvrstitev na letvici APT je dosegel 25. aprila 2005, ko je zasedal peto mesto. Skupno je v karieri dosegel osem turnirskih zmag.

## Finali Grand Slamov (8)

### Zmage (1)
| Leto | Turnir                    | Nasprotnik v finalu | Rezultat finala         |
| 2004 | Odprto prvenstvo Francije | Guillermo Coria     | 0–6, 3–6, 6–4, 6–1, 8–6 |